# صلاح إنترتاينر
صلاح إنترتاينر وإسمه الحقيقي صلاح بن لمقوانصة (بالفرنسية: Salah Benlemqawanssa)‏ وهو راقص هيب هوب فرنسي من أب مغربي وأم جزائرية ولد في يوم 28 يونيو 1979 في مدينة سان دوني في فرنسا، وهو الفائز بمسابقة فرنسا غوت تالنت في 2006 كما أنه إشترك في أمريكا غوت تالنت وقد فاز أيضاً في الموسم الرابع من أرابز غوت تالنت بعد أن تنافس مع 10 منافسين ونال أعلى نسبة تصويت من بينهم في سنة 2015.